# Me Amarás
Me Amarás (španělsky Budeš mne milovat) je druhé studiové album zpěváka Ricky Martina, které vyšlo 25. května 1993 u Discos CBS International.

## Po vydání
Celosvětově se prodalo přes milion kopií.

## Seznam písní
1. "No Me Pidas Más" – 3:28 (Juan Carlos Calderon)
2. "Es Mejor Decirse Adiós" – 3:25 (Juan Carlos Calderon)
3. "Entre el Amor y los Halagos" – 4:17 (Juan Carlos Calderon)
4. "Lo Que Nos Pase, Pasara" – 3:52 (Juan Carlos Calderon)
5. "Ella Es" – 4:42 (Juan Carlos Calderon)
6. "Me Amarás" – 4:28 (Juan Carlos Calderon)
7. "Ayúdame" – 4:10 (Juan Carlos Calderon)
8. "Eres Como el Aire" – 4:05 (Juan Carlos Calderon)
9. "Que Día Es Hoy (Self Control)" – 4:25 (Mikel Herzog)
10. "Hooray! Hooray! It's a Holi-Holiday" – 3:09 (Frank Farian, Fred Jay, Leo Napi)